# Distimake macrocalyx
Espèce
Distimake macrocalyx est une espèce de plantes de la famille des Convolvulaceae.

## Répartition
Distimake macrocalyx est présente dans le nord-est de l’Argentine, en Bolivie, au Brésil, en Colombie, en République dominicaine, en Équateur, en Guyane, au Guyana, au Nicaragua, au Paraguay, au Pérou, au Suriname, à Trinité-et-Tobago et au Venezuela.

## Description
En 1775, le botaniste Aublet propose la diagnose suivante pour le synonyme Convolvulus glaber Aublet :
« Convolvulus (glaber). pentaphyllos, flore magno ; albo. (Tabula 53.)

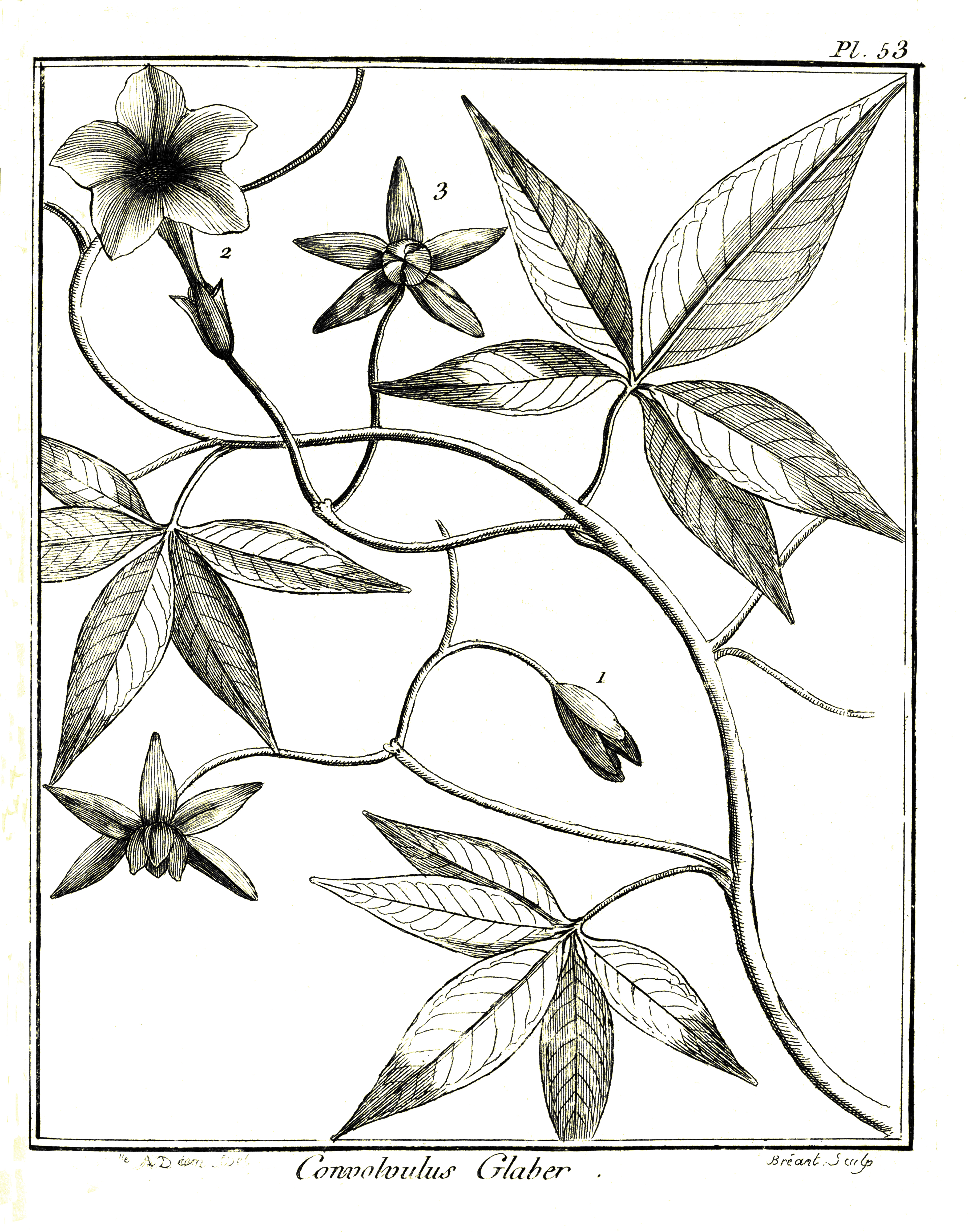
Convolvulus glaber par Aublet (1775) Planche 149. 1. Bouton de fleur. - 2. Corolle. Calice. - 3. Calice. Capsule.

Planta perennis. Radix crassa, tortuosa, repens. Caules plures, volubiles, suprà arbores sparsi. Folia alterna, digitata, FOLIOLIS quinis, inæqualibus, lanceolatis, acutis, glabris, integerrimis, longo petiolo annexis. Flores racemosi, axillares, singuli longis pedunculis insidentes. Calix ; perianthium monophyllum, quinquepartitum ; laciniis oblongis, ovatis, acutis, glabris, rigidis. Corolla monopetala, alba, campani-formis, receptaculo pistilli inserta ; tubus longus, ad faucem ampliatus ; limbus quinquefidus, lobis subrotundis. Stamina ; filamenca quinque, parte infimâ latiora & villosa, tubo corollæ versùs basim inserta. Antheræ oblongæ, biloculares. Pistillum ; germen subrotundum, disco circumdatum. Stylus longus. Stigma oblongum, bilamellatum & cuspidatum. Pericarpium; capsula subrotunda, calice ampliato, non deciduo inclusa, quadrilocularis, quadrivalvis. Semina solitaria, angulata, nigra, extùs convcxa.
Partes quælibet hujus plants vulneratas lacteum succum fundunt.
Floret fructumque fert variis anni tcmporibus.
Habitat Caïennæ, supra arbores & sepes sese spargens. »

« Le Liseron de Caïenne. (planche 53.)
Ce liseron est vivace, & a des racines raboteuses & traçantes, que l'on apperçoit sur la terre ; elles jettent des fibres qui s'y enfoncent. Ses tiges sont nombreuses, flexibles, poussent des rameaux menus, longs, qui se roulent sur les arbres, & s'étendent jusques sur leur sommet, qui en est quelquefois tout couvert. Les fleurs de cette plante sont alternes, digitées ou à cinq feuilles d'inégale grandeur, & portées sur un long pédicule qui leur est commun. Chaque feuille est verte, lisse, ovale, terminée par une longue pointe.
Les fleurs, ramassées comme en grappe, naissent de l'aisselle d'une feuille, & viennent sur une tige qui se divise en plusieurs rameaux plus ou moins longs, à l'extrémité desquels est une fleur, dont le calice est d'une seule pièce, divisée profondément en cinq parties longues, fermés, inégales & aiguës, d'un blanc jaunâtre.
La corolle est monopétale, en forme de cloche fort évasée, & blanche. Les étamines sont au nombre de cinq.
Leurs filets sont attachés au bas du tube & la corolle. Ils sont plus larges à leur naissance, & garnis de poils. Les anthères sont oblongues, partagées dans leur milieu par un sillon. Le pistil est un ovaire arrondi, entoure d'un disque. L'ovaire porte un style terminé par deux stigmates longs & en lames aiguës.
L'ovaire, dans sa maturité, devient une capsule sèche, à quatre angles & à quatre loges. Elle s'ouvre en quatre valves, & chaque loge contient une seule semence triangulaire, à trois faces, dont l'extérieure est arrondie. Le calice s'épanouit, devient coriace, sec, jaunâtre, & subsiste même après la chute des semences ; & pour lors on apperçoit les quatre cloisons membraneuses, blanches & transparentes.
Toutes les parties de ce liseron étant coupées, rendent un peu de suc laiteux.
Cette plante croît dans l'île de Caïenne : elle est presque toujours verte, en fleur ou en fruit. »

## Synonymes
Distimake macrocalyx a pour synonymes selon World Checklist of Selected Plant Families (WCSP) (22 février 2021) :
- synonymes homotypiques :
  - Convolvulus macrocalyx Ruiz & Pav. 1799 (basionyme)
  - Ipomoea macrocalyx (Ruiz & Pav.) Choisy in A.P.de Candolle 1845
  - Merremia macrocalyx (Ruiz & Pav.) O'Donell 1941
- synonymes hétérotypiques :
  - Convolvulus glaber Aubl. 1775, nom. illeg.
  - Convolvulus contortus Vell. 1829
  - Convolvulus cordatifolius Vell. 1829
  - Distimake glaber Raf. 1838
  - Batatas glabra (Choisy) Benth. 1843
  - Ipomoea glabra Choisy in A.P.de Candolle 1845
  - Ipomoea septenata Choisy in A.P.de Candolle 1845
  - Convolvulus pentaphyllus Salzm. ex Meisn. in C.F.P.von Martius & auct. suc. 1869, pro syn.
  - Ipomoea glabra var. septenata (Choisy) Meisn. in C.F.P.von Martius & auct. suc. 1869
  - Ipomoea hostmannii Meisn. in C.F.P.von Martius & auct. suc. 1869
  - Merremia glabra (Choisy) Hallier f. 1893
  - Merremia glabra var. pubescens Ooststr. ex J.F.Macbr. 1931